# Пекос (Тексас)
Пекос (енгл. Pecos) град је у америчкој савезној држави Тексас. По попису становништва из 2010. у њему је живело 8.780 становника.

## Демографија
Према попису становништва из 2010. у граду је живело 8.780 становника, што је 721 (7,6%) становника мање него 2000. године.
| Група             | 2000.         | 2010.         |
| Белци             | 1.640 (17,3%) | 1.211 (13,8%) |
| Афроамериканци    | 233 (2,5%)    | 163 (1,9%)    |
| Азијати           | 45 (0,5%)     | 88 (1,0%)     |
| Хиспаноамериканци | 7.560 (79,6%) | 7.302 (83,2%) |
| Укупно            | 9.501         | 8.780         |